# Pista de Königssee

Mapa de la pista de Königssee

La pista de Königssee (nombre original en alemán: Kunsteisbahn am Königssee), denominada oficialmente Deutsche Post Eisarena Königssee desde 2016, es un trazado para bobsleigh, luge y skeleton que se encuentra en la localidad de Schönau am Königssee, en Alemania, junto al lago Königssee. Terminada en 1968, fue la primera pista permanente del mundo para la práctica de estos deportes refrigerada artificialmente.